# Bertrand Gervais
 (septembre 2023).
Bertrand Gervais, né le 10 août 1957 à Saint-Jérôme, est un professeur, romancier, nouvelliste et essayiste québécois. Membre de la Société royale du Canada, il a été, de 2015 à 2020, le titulaire de la Chaire de recherche du Canada sur les arts et les littératures numériques et le responsable du partenariat Littérature québécoise mobile depuis 2016.

## Biographie
Il est détenteur d'une maîtrise en études littéraires (1984) et d'un doctorat en sémiologie (1988) de l'Université du Québec à Montréal.
Depuis 1988, il enseigne la littérature américaine, la sémiologie, la théorie littéraire et la littérature numérique à cette même université. En 1998, il est corécipiendaire du Prix de la recherche de l'Université du Québec pour les arts et les lettres.
Bertrand Gervais est tour à tour professeur invité à la Faculté des lettres de l'Université de Toronto (1993-94), à l'Université de Perpignan (1994), puis à l'Université fédérale de Porto Alegre et à l'Université fédérale Fluminense (Niteroi) du Brésil (1999 et 2004). Il a aussi été chercheur invité à l'Université Paris-VIII, au laboratoire Paragraphe, en 2011, à  l'Université de Lorraine, campus de Metz, en 2013, et à la Chaire des Amériques de l'Université de Rennes 2, en 2018. Il a fondé et dirigé pendant 16 ans (1999-2015, puis depuis 2021) Figura, le Centre de recherche sur les théories et pratiques de l'imaginaire. Il est aussi le directeur-fondateur du NT2, le laboratoire de recherches sur les œuvres hypermédiatiques, tous deux à l’Université du Québec à Montréal. Il est responsable du partenariat Littérature québécoise mobile, financé par le Conseil de recherche en sciences humaines du Canada, depuis 2016,.
Il s'intéresse au roman contemporain, aux fictions hypermédiatiques, de même qu'à l'imaginaire et à ses figures. Il écrit des essais sur le labyrinthe et les formes contemporaines de l'oubli, sur l'imaginaire de la fin et les fictions apocalyptiques, ainsi que sur la théorie des figures. Ses fictions et récits jouent sur les codes du fantastique et du merveilleux.
En 2018, il est reçu à titre de membre associé de la Société royale du Canada et, en 2024, est fait membre de l'Académie royale des Sciences, des Lettres et des Beaux-Arts de Belgique (Classe des Lettres et des Sciences morales et politiques).

## Œuvre

### Romans
- Oslo, Montréal, Éditions XYZ, coll. « Romanichels », 1999, 174 p. (ISBN 9782892615166)
- Gazole, Montréal, Éditions XYZ, coll. « Romanichels », 2001, 180 p. ; réédition complétée d’un dossier d’accompagnement présentée par Claude Gonthier et Bernard Meney, Montréal, Éditions XYZ, coll. « Romanichels plus », 2005, 252 p.  (ISBN 9782892614008)
- Les Failles de l’Amérique, Montréal, Éditions XYZ / Les 400 coups, 2005, 445 p.  (ISBN 9782892614343) - Finaliste au Prix des cinq continents de la Francophonie 2006
- L'Île des pas perdus, Montréal, Éditions XYZ, coll. « Romanichels », 2007, 186 p.  (ISBN 9782892614732)
- Le Maître du Château rouge, Montréal, Éditions XYZ, coll. « Romanichels », 2008, 194 p.  (ISBN 9782892615296)
- La Mort de J. R. Berger, Montréal, Éditions XYZ, coll. « Romanichels », 2009, 247 p.  (ISBN 9782892615586)
- Comme dans un film des frères Coen, Montréal, Éditions XYZ, coll. « Romanichels », 2010, 216 p.  (ISBN 9782892615906)
- La Dernière Guerre, Montréal, Éditions XYZ, coll. « Romanichels », 2017, 262 p.  (ISBN 9782897720483)

### Récit
- Le Onzième Homme, Montréal, La Traversée, coll. « Éclats », 2012, 55 p.  (ISBN 9782980955587)

### Recueil de nouvelles
- Tessons, nouvelles, Montréal, Éditions XYZ, coll. « Romanichels », 1998, 152 p.  (ISBN 9782892612479)

### Essais
- Récits et actions. Pour une théorie de la lecture, Longueuil, Le Préambule, coll. L'Univers des discours, 1990, 411 p.  (ISBN 9782891331128)
- Lecture littéraire et explorations en littérature américaine, Montréal, XYZ éditeur, coll. Théorie et littérature, 1998, 231p.  (ISBN 9782892612264)
- Donald Barthelme. Critique de la vie quotidienne, Paris, Belin, coll. Voix américaines, 2002, 128 p.  (ISBN 9782701131702)
- À l'écoute de la lecture, Québec, Nota bene, 2006, 294 p. (Montréal, VLB éditeur, coll. Essais critiques, 1993, 240 p.)  (ISBN 9782895182344)
- Figures, lectures. Logiques de l’imaginaire. Tome I, Montréal, Le Quartanier, coll. « erres essais » 2007, 243 p.  (ISBN 9782923400228)
- La Ligne brisée : labyrinthe, oubli et violence. Logiques de l’imaginaire. Tome II, Montréal, Le Quartanier, coll. « erres essais » 2008, 207 p.  (ISBN 9782923400426)
- L'Imaginaire de la fin : temps, mots et signes. Logiques de l’imaginaire. Tome III, Montréal, Le Quartanier, coll. « erres essais » 2009, 227 p.  (ISBN 9782923400570)
- Un défaut de fabrication, Montréal, Boréal, 2014, 216 p. Finaliste aux Prix du gouverneur général du Canada 2015, catégorie essais.  (ISBN 9782764623169)
- Bertrand Gervais et al, Soif de réalité. Plongées dans l’imaginaire contemporain, Montréal, éditions Nota bene, 2018, 205 p.  (ISBN 9782895186250)

### Récit de voyage
- Ce n’est écrit nulle part, récit de voyage, Montréal, Triptyque, 2001, 89 p.  (ISBN 9782890314139)

### Édition
- avec Alice van der Klei et Marie Parent, éds., Suburbia, L’Amérique des banlieues, Montréal, cahiers Figura, 2015, vol. 39, 246 p.
- avec Alice van der Klei et Annie Dulong, éds., L'imaginaire du 11 septembre 2001: fictions, images, figures, Québec, Éditions Nota bene, 2014, 315 pages.
- avec Véronique Cnockaert et Marie Scarpa, éds., Idiots. Figures et personnages liminaires dans la littérature et les arts, Nancy, Presses universitaires de Nancy / Éditions universitaires de Lorraine, 2012, 260 p.
- avec Audrey Lemieux, éds., Perspectives croisées sur la figure. À la rencontre du visible et du lisible, Presses de l’Université du Québec, 2012, 303 p.
- avec Patrick Tillard, éds., Fictions et images du 11 septembre 2001, Montréal, Figura, 2010, no 24, 213 p.
- avec Jean-François Chassay, éds., Paroles, textes et images. Formes et pouvoirs de l’imaginaire, Montréal, Figura, 2008, no 19, vol 1 et 2, 245 p. et 233 p.
- avec Rachel Bouvet, éds., Théories et pratiques de la lecture littéraire, Québec, Presses de l’Université du Québec, 2007, 281 p.
- avec Christina Horvath, éds., Écrire la ville, Montréal, Figura, 2005, no 14, 285 p.
- avec Jean-François Chassay et Anne Élaine Cliche, éds., Des fins et des temps. Les limites de l’imaginaire, Montréal, Figura, 2005, no 12, 248 p.
- avec Jean-François Chassay, éds., Les lieux de l’imaginaire, Montréal, Liber, 2002, 308 p.
- avec Samuel Archibald et Anne Martine Parent, éds., L’imaginaire du labyrinthe, Montréal, Figura, no 6, 2002, 150 p.
- avec Jean-François Chassay et Jean-François Côté, éds., Edgar Allan Poe. Une pensée de la fin, Montréal, Liber, 2001, 201 p.
- avec Anne-Élaine Cliche, éds., Figures de la fin. Approches de l'irreprésentable, Montréal, Figura, no 2, 2001, 165 p.